# Campionati europei di atletica leggera 2014 - Lancio del martello maschile
Il concorso del lancio del martello maschile dei campionati europei di atletica leggera di Zurigo 2014 si è svolto il 14 e 16 agosto 2014 presso lo Stadio Letzigrund.

## Podio
| Oro     | Krisztián Pars Ungheria |
| Argento | Paweł Fajdek Polonia    |
| Bronzo  | Sergej Litvinov Russia  |

## Risultati

### Qualificazione
Si qualificano in finale gli atleti che raggiungono la misura di 75,00 metri (Q) o quelli che hanno ottenuto i migliori 12 risultati.
| Class | Gruppo | Nome               | Nationality | #1    | #2    | #3    | Misura | Note                                     |
| ----- | ------ | ------------------ | ----------- | ----- | ----- | ----- | ------ | ---------------------------------------- |
| 1     | B      | Paweł Fajdek       | Polonia     | x     | 77.45 |       | 77.45  | Q                                        |
| 2     | B      | Serghei Marghiev   | Moldavia    | 73.46 | x     | 76.25 | 76.25  | Q                                        |
| 3     | A      | Marcel Lomnický    | Slovacchia  | 74.98 | 77.06 |       | 77.06  | Q                                        |
| 4     | A      | Sergej Litvinov    | Russia      | 76.12 |       |       | 76.12  | Q                                        |
| 5     | A      | Primož Kozmus      | Slovenia    | 75.87 |       |       | 75.87  | Q                                        |
| 6     | B      | David Söderberg    | Finlandia   | 69.71 | 75.83 |       | 75.83  | Q                                        |
| 7     | B      | Pavel Kryvitski    | Bielorussia | 72.87 | 75.44 |       | 75.44  | Q                                        |
| 8     | A      | Szymon Ziółkowski  | Polonia     | 71.97 | 74.54 | 74.93 | 74.93  | q                                        |
| 9     | A      | Krisztián Pars     | Ungheria    | 74.44 | x     | x     | 74.44  | q                                        |
| 10    | A      | Tuomas Seppänen    | Finlandia   | x     | 72.88 | 74.37 | 74.37  | q                                        |
| 11    | B      | Nicola Vizzoni     | Italia      | 70.10 | 74.26 | 71.26 | 74.26  | q                                        |
| 12    | B      | Pavel Bareisha     | Bielorussia | 72.07 | 70.41 | 73.85 | 73.85  | q                                        |
| 13    | B      | Lukáš Melich       | Rep. Ceca   | 72.42 | 70.32 | 73.48 | 73.48  |                                          |
| 14    | B      | Kristóf Németh     | Ungheria    | 71.64 | 72.38 | 73.33 | 73.33  |                                          |
| 15    | A      | Javier Cienfuegos  | Spagna      | 71.53 | 72.31 | 72.55 | 72.55  |                                          |
| 16    | B      | Ákos Hudi          | Ungheria    | 71.82 | x     | 72.53 | 72.53  |                                          |
| 17    | A      | Eivind Henriksen   | Norvegia    | 70.15 | 72.30 | 72.31 | 72.31  | Miglior prestazione personale stagionale |
| 18    | A      | Siarhei Kalamoyets | Bielorussia | 72.14 | x     | 70.94 | 72.14  |                                          |
| 19    | B      | Dzmitry Marshyn    | Azerbaigian | 69.15 | x     | 71.42 | 71.42  |                                          |
| 20    | B      | Markus Johansson   | Svezia      | 69.21 | 67.91 | 67.10 | 69.21  |                                          |
| 21    | A      | Martin Bingisser   | Svizzera    | 64.37 | 64.62 | 64.40 | 64.62  |                                          |
| -     | A      | Yevhen Vynohradov  | Ucraina     | x     | x     | x     | nm     |                                          |

### Finale
La finale è stata vinta da Krisztián Pars.
| Class   | Nome              | Nazione     | #1    | #2    | #3    | #4    | #5    | #6    | Misura | Note                                     |
| ------- | ----------------- | ----------- | ----- | ----- | ----- | ----- | ----- | ----- | ------ | ---------------------------------------- |
| Oro     | Krisztián Pars    | Ungheria    | 78.11 | 78.45 | 82.18 | 78.36 | 81.69 | 82.69 | 82.69  | WL                                       |
| Argento | Paweł Fajdek      | Polonia     | x     | 78.48 | x     | x     | 82.05 | x     | 82.05  |                                          |
| Bronzo  | Sergej Litvinov   | Russia      | 77.33 | 77.09 | x     | x     | 79.35 | x     | 79.35  | Miglior prestazione personale stagionale |
| 4       | Pavel Kryvitski   | Bielorussia | x     | 76.48 | x     | x     | 78.05 | 78.50 | 78.50  |                                          |
| 5       | Szymon Ziółkowski | Polonia     | 75.71 | 76.98 | x     | 76.54 | 77.36 | 78.41 | 78.41  | Miglior prestazione personale stagionale |
| 6       | Primož Kozmus     | Slovenia    | 77.45 | 77.46 | 75.46 | x     | x     | x     | 77.46  | Miglior prestazione personale stagionale |
| 7       | Marcel Lomnický   | Slovacchia  | 73.21 | 76.23 | 75.42 | 76.89 | x     | x     | 76.89  |                                          |
| 8       | David Söderberg   | Finlandia   | 75.01 | 76.55 | 75.87 | x     | 70.88 | 72.56 | 76.55  |                                          |
| 9       | Serghei Marghiev  | Moldavia    | 74.33 | 75.06 | 75.18 |       |       |       | 75.18  |                                          |
| 10      | Pavel Bareisha    | Bielorussia | x     | 74.73 | 73.73 |       |       |       | 74.73  |                                          |
| 11      | Nicola Vizzoni    | Italia      | 72.75 | 73.68 | 73.94 |       |       |       | 73.94  |                                          |
| 12      | Tuomas Seppänen   | Finlandia   | 68.74 | 73.05 | 73.70 |       |       |       | 73.70  |                                          |